# フロム・ダスク・ティル・ドーン2
『フロム・ダスク・ティル・ドーン2』（From Dusk Till Dawn 2: Texas Blood Money）は、1999年のアメリカ合衆国のホラーアクション映画。監督はスコット・スピーゲル、出演はロバート・パトリックとボー・ホプキンスなど。
吸血鬼を題材としたホラーアクション映画『フロム・ダスク・ティル・ドーン』の続編。アメリカではオリジナルビデオとして制作され、日本では2001年に劇場公開された。
なお、同じ1999年には1作目の前日譚となる第3作『フロム・ダスク・ティル・ドーン3』もオリジナルビデオとして制作され、日本では2001年に劇場公開された。

## ストーリー
銀行強盗のバックは稼業から足を洗うつもりでいたが、脱走した強盗仲間のルーサーからメキシコでの銀行強盗を持ちかけられる。
しかし、ルーサーは途中で立ち寄った酒場「ティティ・ツイスター」でヴァンパイアの餌食になってしまい、バックの仲間を襲ってヴァンパイアとし、ヴァンパイア強盗団を結成する。
自分の仲間が皆ヴァンパイアになってしまったことを知ってしまったバックは脱出しようとするが、彼らを包囲した警官隊とルーサー率いるヴァンパイア強盗団の壮絶な戦いに巻き込まれてしまう。

## キャスト
※括弧内は日本語吹替
- バック - ロバート・パトリック（山路和弘）
- オーティス・ローソン保安官 - ボー・ホプキンス（樋浦勉）
- ルーサー・ヘッグス - デュエイン・ウィテカー（英語版）（玄田哲章）
- C・W・ナイルズ - ミューズ・ワトソン（堀勝之祐）
- ヘスス - レイモンド・クルス（中田譲治）
- レイ・ボブ - ブレット・ハレルソン（英語版）
- ビリー・レイ・バーンウェル署長 - ミューズ・ワトソン（西村知道）
- エドガー・マックグロウ - ジェームズ・パークス（菅原正志）
- レザー・エディ - ダニー・トレホ（宝亀克寿）
- パム - ティファニー＝アンバー・ティーセン（深見梨加）
- バリー - ブルース・キャンベル（津田英三）

## 作品の評価
Rotten Tomatoesによれば、11件の評論のうち、高く評価しているのは9%にあたる1件のみで、平均して10点満点中2.72点を得ている。